# Hogeschool-Universiteit Brussel
La Hogeschool-Universiteit Brussel (HUB o HUBrussel) è stato il risultato di una fusione tra l'Università cattolica di Bruxelles (K.U.Brussel) e tre hautes écoles  (EHSAL, VLEKHO e Honim), tutte con sede a Bruxelles.
Nel settembre 2014, l'HUB si è unita al suo partner KAHO per diventare Odisee, un membro dell'associazione universitaria KU Leuven, dopo il 2013, una parte della formazione dell'HUB è stata rilevata da KU Leuven. 
Ad oggi, i corsi di laurea (Bachelor professionale) sono organizzati da Odisee mentre la KU Leuven campus Brussel si occupa dell'organizzazione dei corsi a Bruxelles, Aalst e Gand di laurea (Bachelor universitario), 2° e 3 ° ciclo (Master/PhD).

## Formazione
L'HUB ha organizzato 25 formazioni superiori.
La "Laurea accademica" mira a fornire una formazione che verrà completata con un master. Fornisce quindi una solida base per la ricerca, che è essenziale per i master.
La "Laurea triennale" si riferisce a uno sviluppo pratico e professionale che prepara gli studenti all'esercizio indipendente di una professione.
Oltre agli studi di master e laurea triennale, la Hogeschool-Universiteit Brussel ha organizzato programmi post laurea e post master.